# Nevigeser Wallfahrtsdom

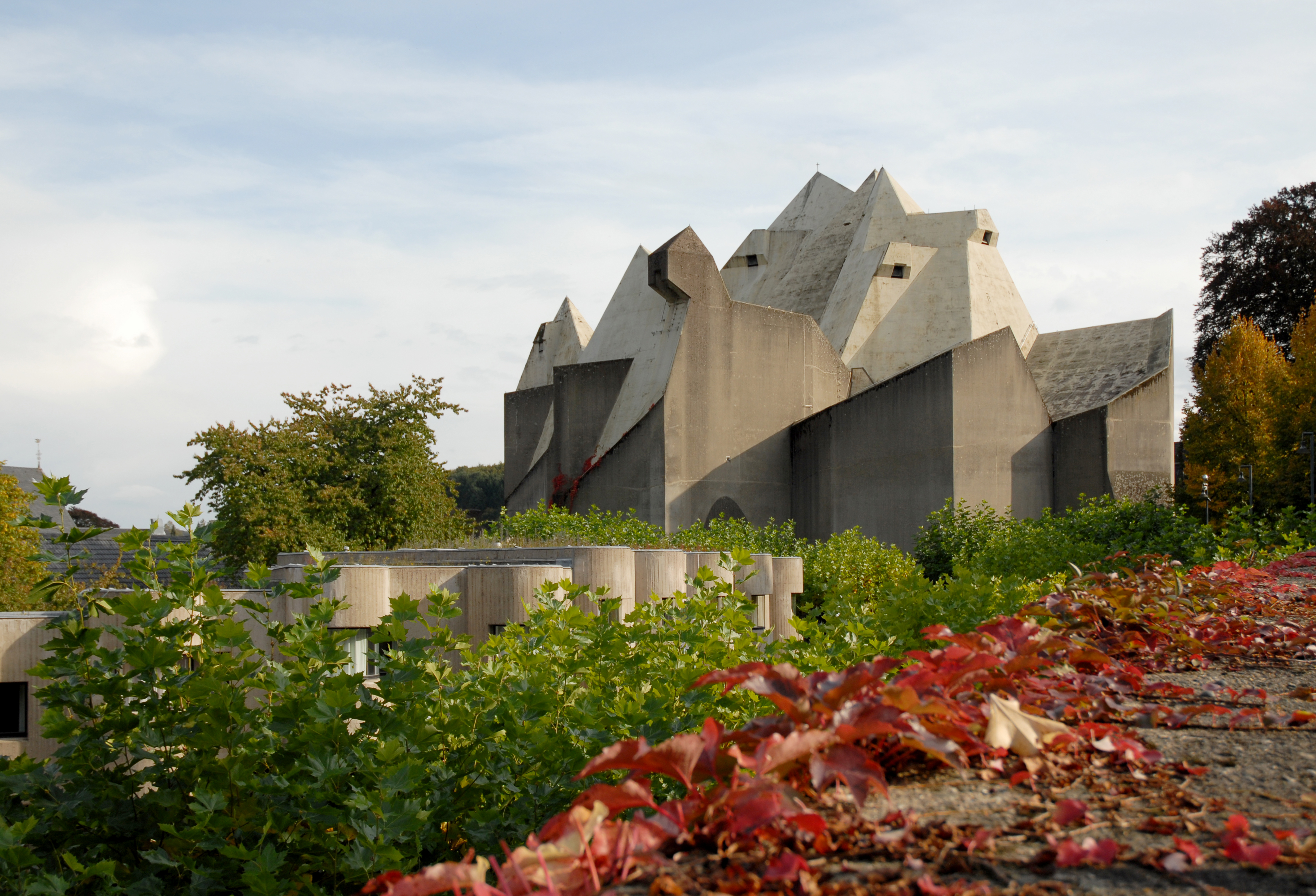
Wallfahrtsdom von Neviges, im Oktober 2008

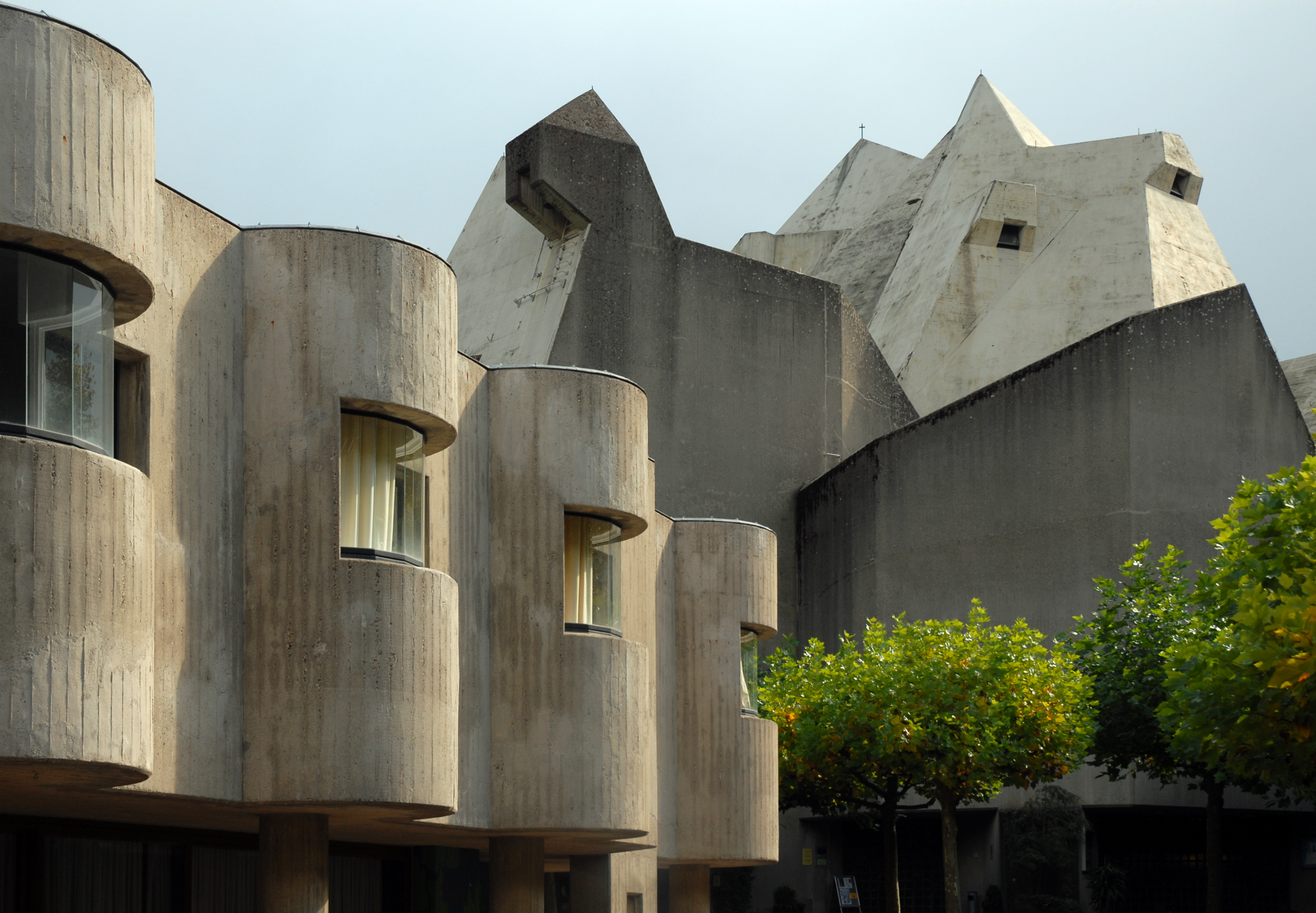
Blick vom Prozessionsweg zur Kirche, im Oktober 2008

Der Nevigeser Wallfahrtsdom oder Mariendom (eigentlich Wallfahrtskirche Maria, Königin des Friedens) ist eine Wallfahrtskirche im Velberter Ortsteil Neviges, die von Gottfried Böhm geplant, ab 1966 gebaut und 1968 geweiht wurde. Der Mariendom ist nach dem Kölner Dom die zweitgrößte Kirche im Erzbistum Köln.
Sie bildet mit der früheren Wallfahrtskirche St. Mariä Empfängnis, dem Kreuzberg und dem Marienberg den Marienwallfahrtsort Neviges. Das Ziel der Wallfahrt ist ein Gnadenbild der Unbefleckten Empfängnis, das seit 1681 in Neviges verehrt wird.

## Geschichte der Wallfahrt

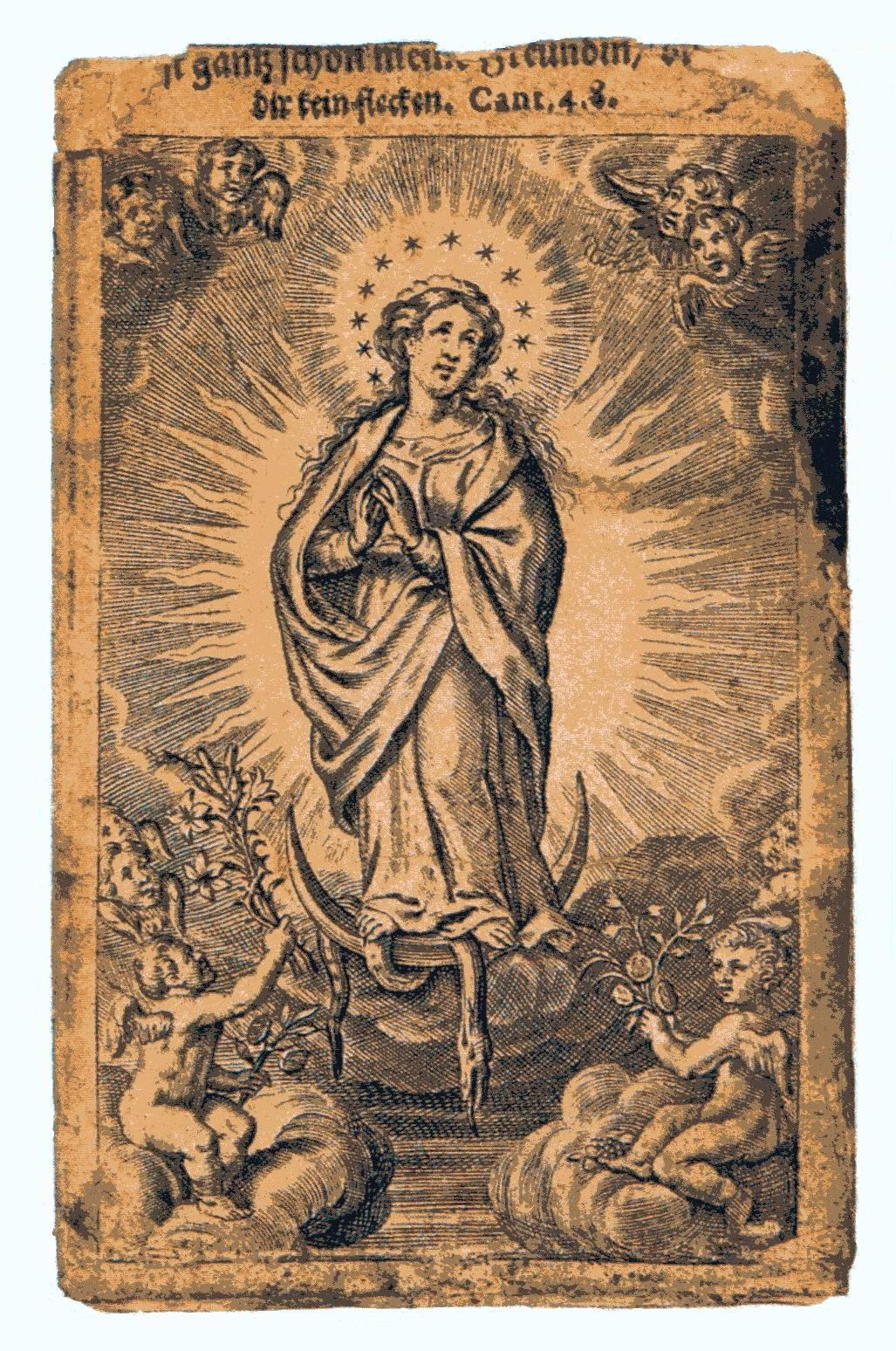
Gnadenbild von Neviges, eingelassen in die moderne Marienstele

Als Ursprung der Wallfahrt gilt eine Marienerscheinung des Dorstener Franziskaners Antonius Schirley 1680, der beim betenden Betrachten eines Marienbildes in Wilhelm Nakatenus’ Das Himmlisch Palm-Gärtlein eine Stimme vernommen habe, die gesagt habe: „Bring mich nach dem Hardenberg, da will ich verehret sein!“.
Als der Fürstbischof von Paderborn und Münster, Ferdinand von Fürstenberg, nach schwerer Krankheit unerwartet seine Gesundheit wiedererlangt hatte, unternahm er zum Dank eine Pilgerfahrt nach Neviges, das Hauptdorf der Unterherrschaft Hardenberg, und finanzierte auch die Fertigstellung des dort bereits im Bau befindlichen Franziskanerklosters. Am 25. Oktober 1681 wurde das Gnadenbild der Unbefleckt empfangenen Jungfrau Maria vom Franziskanerkloster in Dorsten nach Neviges überführt. 1682 stifteten Kurprinz Johann Wilhelm von Pfalz-Neuburg (Jan Wellem) und seine Frau Maria Anna Josepha von Österreich die Gnadenkapelle. 1688 wurde die Pilgerfahrt durch Johann Heinrich von Anethan, den damaligen Kölner Generalvikar, offiziell genehmigt. Papst Clemens XII. versprach allen Hardenberg-Pilgern völligen Ablass der Sündenstrafen.
Die 1728 als Klosterkirche fertiggestellte Kirche St. Mariä Empfängnis unterhalb der heutigen Wallfahrtskirche war bis 1968 Wallfahrtskirche und ist bis heute die katholische Pfarrkirche von Neviges. Bei nur 167 Sitzplätzen und einem Strom von bis zu 10.000 Pilgern an den Wallfahrtssonntagen war die Barockkirche jedoch deutlich zu klein. Bis zu 40 heilige Messen wurden in der Kirche und auf den Freiluftaltären von Kreuz- und Marienberg gefeiert. Aufgrund dessen fiel 1965 die Entscheidung für den Neubau einer großen Wallfahrtskirche. Zwischen dem Mariendom und dem Pfarrsaal befindet sich seit 2023 ein öffentlicher „Domgarten“.
Die Franziskaner beendeten ihre Tätigkeit in Neviges im Januar 2020. Danach übernahm zunächst Kreisdechant Daniel Schilling, Pfarrer in Ratingen, die Zuständigkeit für die Wallfahrts- und Pfarrseelsorge. Im September 2020 wurde der 1976 in Frankreich gegründeten Gemeinschaft St. Martin („Communauté Saint-Martin“) die Seelsorge übertragen, unter der Leitung von Wallfahrtsleiter Thomas Diradourian. Mit drei Priestern gründeten sie eine Niederlassung im bisherigen Franziskanerkloster, seit 2022 sind sie zu viert tätig.

## Wallfahrtskirche „Maria, Königin des Friedens“
Die heutige Wallfahrtskirche „Maria, Königin des Friedens“ wurde vom Architekten Gottfried Böhm entworfen. Der Bau ist architekturhistorisch dem Brutalismus zuzurechnen. Obwohl Gottfried Böhm im vorausgegangenen Architekturwettbewerb nicht den ersten Platz belegt hatte, wurde er auf persönlichen Wunsch des damaligen Kölner Erzbischofs Joseph Kardinal Frings hin letztlich mit der Ausführung beauftragt. Frings, dessen Sehfähigkeit bereits eingeschränkt war, ließ sich die Wettbewerbsmodelle vorführen, um sie abzutasten. Dabei sagte ihm der Böhmsche Entwurf derart zu, dass er darum bat, einen zweiten Wettbewerb mit neuen Vorgaben auszuschreiben. Dieser wurde dann zugunsten Böhms entschieden.
An dem Wettbewerb für die Kirche beteiligten sich 15 Architekten. Der nicht gewählte Entwurf von Alexander von Branca wurde später mit Abänderungen als Anbetungskirche in Schönstatt realisiert.

### Entwurf und Umsetzung
Böhms erster Entwurf war wesentlich größer als der letztlich ausgeführte zweite Entwurf. Er war zunächst für 7.000 bis 8.000 Pilger konzipiert. Die Wallfahrtskirche fasst tatsächlich heute etwa 3.000 Personen. Auch der Plan, ein neues Klostergebäude anstelle des alten Franziskanerklosters zu bauen, wurde aufgrund der gigantischen Kosten fallengelassen. Auch die Idee, den marmornen Gnadenaltar aus der alten Wallfahrtskirche Sankt Mariä Empfängnis in den Neubau zu übertragen, wurde nicht umgesetzt, da die Gefahr einer Zerstörung durch den Ausbau zu groß erschien.
Die ersten Abbrucharbeiten auf dem Terrain des künftigen Mariendoms erfolgten ab dem 11. Oktober 1965. Am 17. Juli 1966 wurde der Grundstein gelegt, den die Pilger der alten Dülmener Wallfahrt gebracht hatten und in den wiederum ein Stein aus Lourdes eingefügt wurde. Die Dülmener stifteten auch die einzige Glocke des Domes.
Der Dom ist an der höchsten Stelle 34 m hoch, die Außenwände steigen auf maximal 22 m und sind im Durchschnitt 80 cm dick. Insgesamt wurden rund 7.500 m3 Beton verbaut. Die Innenwände sind mit insgesamt ca. 11.000 Akustiköffnungen versehen. Ein ursprünglich vorgesehener freistehender Glockenturm von 40 m Höhe, der über eine Brücke an das Kirchenschiff angeschlossen werden sollte, ist nicht gebaut worden. Durchschnittlich arbeiteten 80 Personen gleichzeitig auf der Baustelle.
Am 22. Mai 1968 weihte Weihbischof Vitus Chang SVD zunächst die Kirche und konsekrierte am Folgetag, dem Fest Christi Himmelfahrt, den Altar. Unter dem Altar befinden sich Reliquien von Märtyrern der Thebäischen Legion und der heiligen Ursula und ihrer Gefährtinnen. Erzbischof Kardinal Frings öffnete kurz darauf mit der Feier einer heiligen Messe die Kirche für die Wallfahrt und übertrug am Nachmittag das Gnadenbild aus der alten in die neue Wallfahrtskirche.
Den Weg zum Mariendom säumt linksseitig das ebenfalls von Gottfried Böhm konzipierte Pilgerhaus. Richtfest wurde 1970 gefeiert. Das Pilgerhaus Neviges wird als einfache Unterkunft mit Selbstversorgung geführt. In der Verlängerung in Richtung des alten Bahnhofs wird die brutalistische Konzeption mit dem Gebäude des Kindergartens fortgeführt.
Das an die alte Wallfahrtskirche anschließende ehemalige Franziskanerkloster wird von Priestern der Gemeinschaft Sankt Martin bewohnt, die die Wallfahrt und die anliegende Pfarrgemeinde von Neviges und Tönisheide seelsorgerisch betreuen.

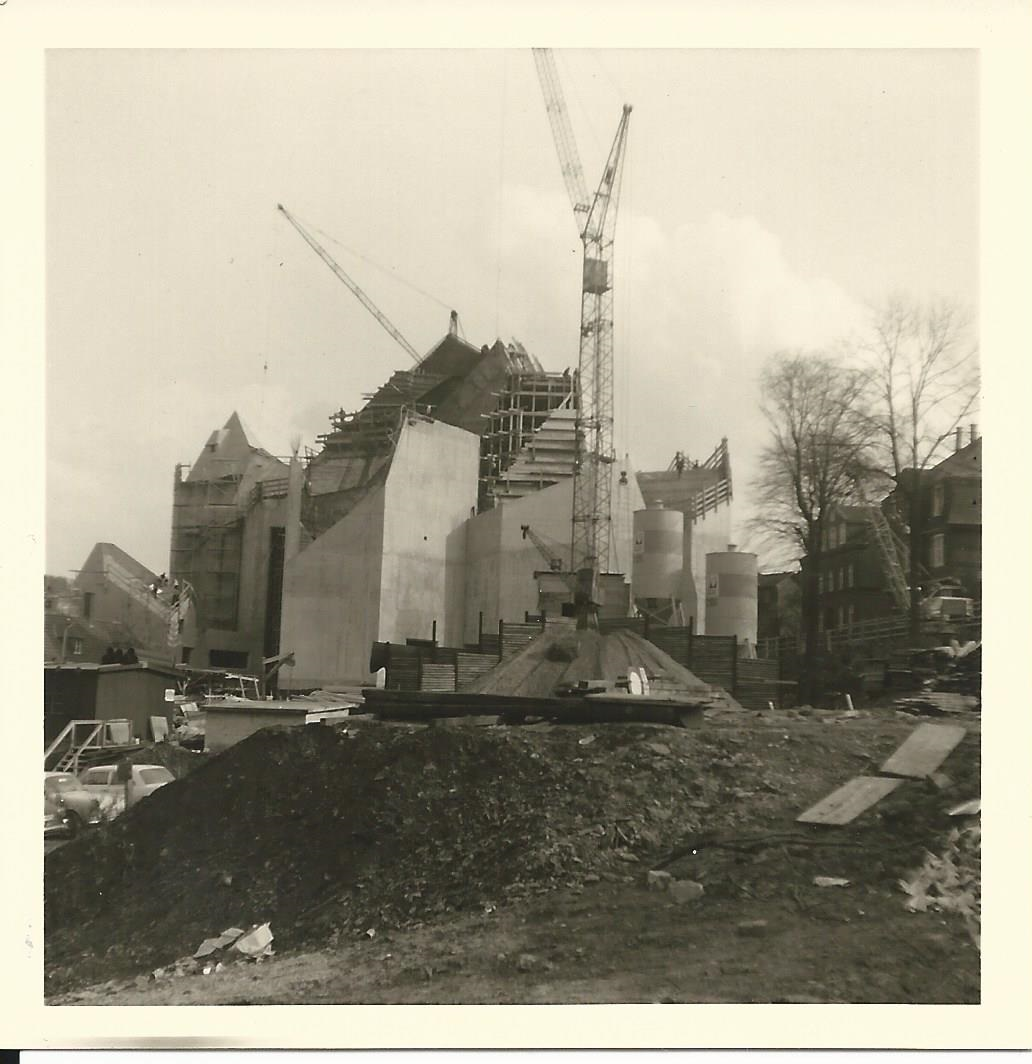
Der Mariendom im Bau, vor der Fertigstellung 1968.
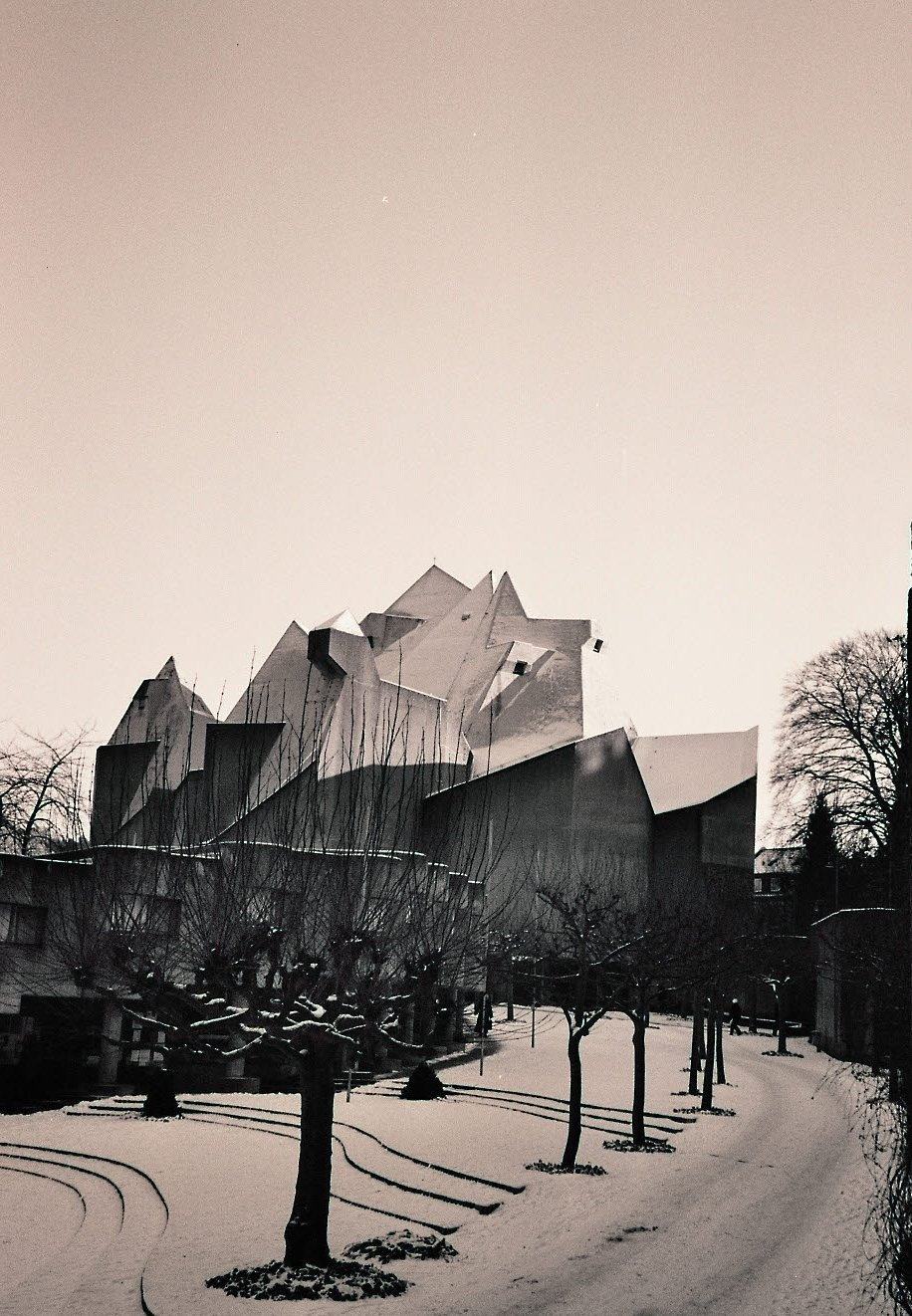
Nach der Fertigstellung des Pilgerhauses präsentiert sich der Mariendom als Zielstation eines kurzen Pilgerweges.
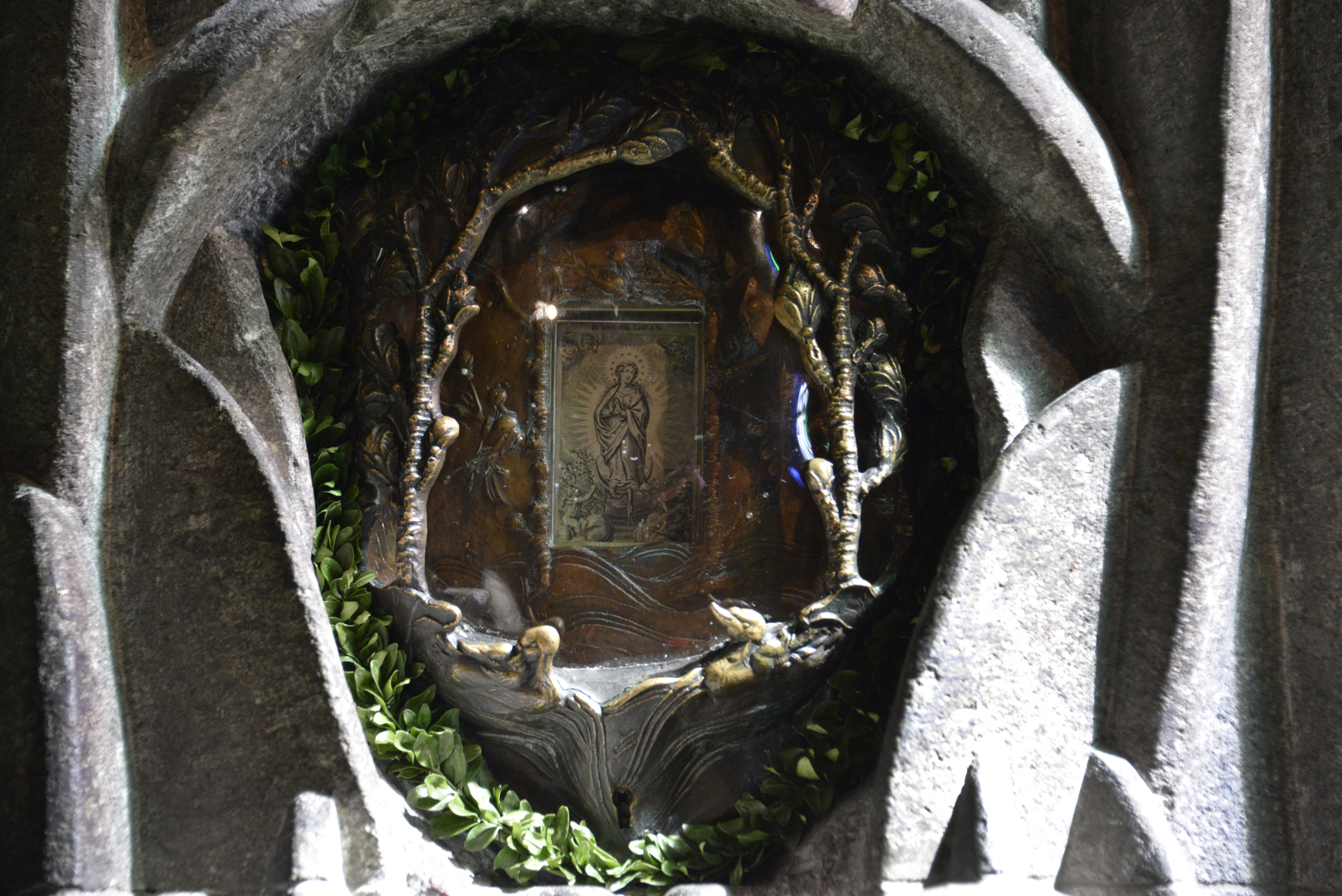
Das Gnadenbild in der Gnadensäule des Mariendoms ist der Zielpunkt der Wallfahrt nach Neviges.
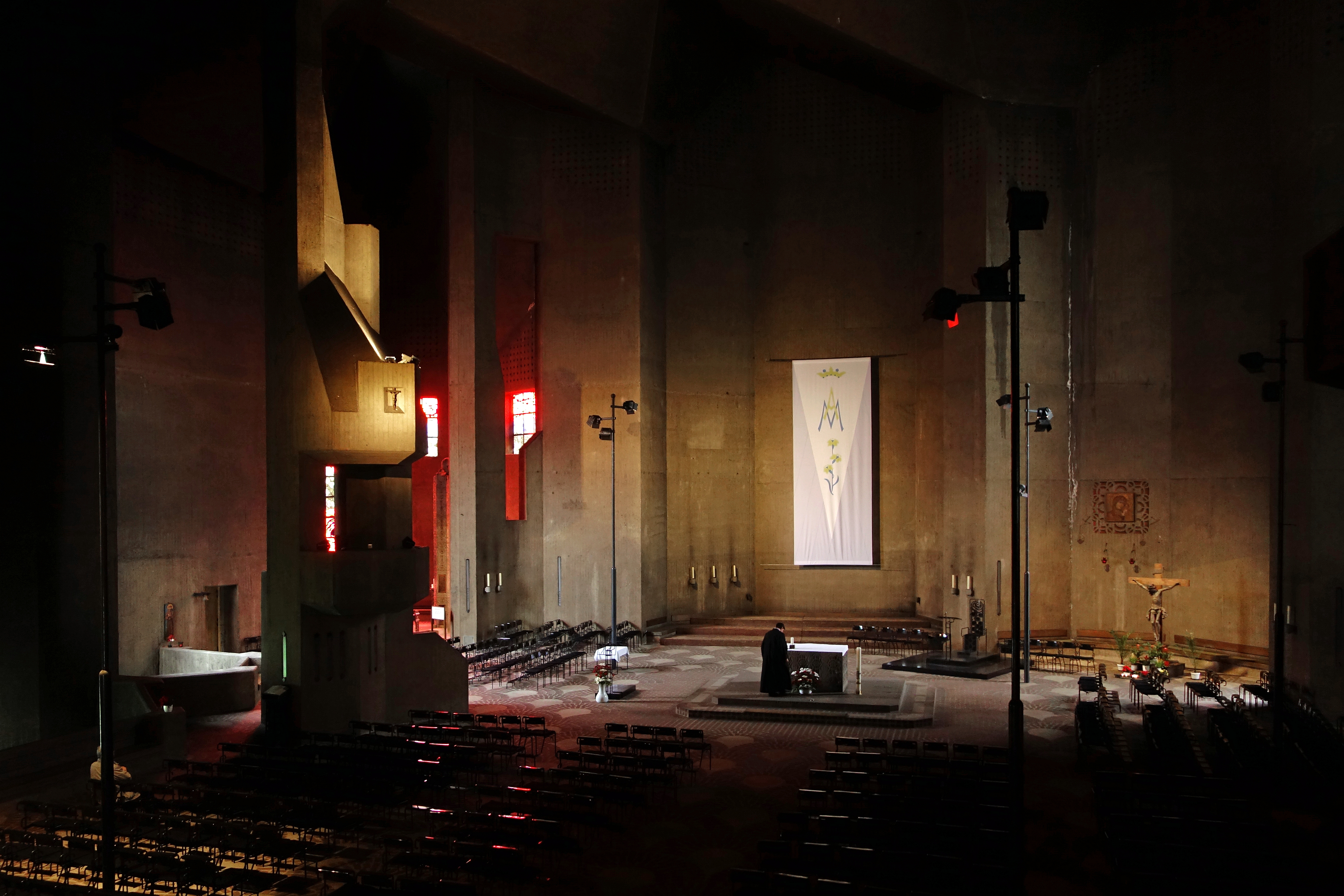
Innenraum des Mariendoms (2015)

### Inneres der Wallfahrtskirche
Die Kirche ist „im Wesentlichen vom Innenraum her konzipiert“, dessen asymmetrische Elemente eine architektonische Dynamik vermitteln, die durch das Lichtspiel der großen farbigen Fenster verstärkt wird. Hinter dem niedrigen Eingang eröffnet sich hoch und weit das dunkle Innere der Marienkirche. Drei Emporenetagen, die während der Gottesdienste zugänglich sind, erheben sich auf der rechten Seite des Kirchenraums.
Der Grundstein, sichtbar auf der linken Seite der Marienkapelle, trägt das Jahr des Baubeginns, 1966.

Marienkapelle mit Gnadensäule

#### Ausstattung
Links hinter dem Eingang der Wallfahrtskirche befindet sich die halboffene Marienkapelle. In ihrem Zentrum steht die fast vier Meter hohe Säule, gestaltet mit in Stein gehauenem Blattwerk. Auf Brusthöhe in der Säule befindet sich das Hardenberger Gnadenbild, das in eine Messingmonstranz eingefasst ist. Darüber ist wiederum die Gottesmutter dargestellt, die das Jesuskind auf dem Arm trägt. So ist Maria

„auf dieser Säule in zweifacher Weise dargestellt, im Gnadenbild als unbefleckt Empfangene und in der Skulptur als Mutter des Erlösers: Sie wurde als Jungfrau voll der Gnade und frei von Sündenschuld erschaffen, damit Gott durch sie Mensch werden konnte.“

Oben sind die drei runden Enden eines Kreuzes erkennbar, das vom Blattwerk verdeckt und umschlungen wird. Auf der Rückseite der Säule hängt Christus am Kreuz. Die Peperino-Säule ist ein Werk Elmar Hillebrands. Ein alter Plan, den marmornen Gnadenaltar der alten Wallfahrtskirche in die Marienkapelle zu versetzen, hatte sich als unmöglich herausgestellt.
In der Sakramentskapelle befindet sich der Tabernakel. Hillebrand gestaltete aus Peperino eine sieben Meter hohe, achteckige Säule, deren Wuchtigkeit durch ein Netzornament gemildert wird.
Von Hillebrand stammt auch der Altar, der aus einem einzigen Quader besteht, ebenfalls aus Peperino-Stein. Der Altar ist von einem in den Stein getriebenen Netz überzogen. Er steht nicht in gerader Achse des Raumes, sondern beschließt eine Ellipse, die sich vom Domplatz bis zum Altar zieht.
Hinter dem Altar befindet sich eine Kopie der russischen Ikone der Gottesmutter von Kasan, ein Geschenk Kardinal Meisners an den Mariendom. Es handelt sich um eine Madonna vom Typus der Hodegetria, also der „Wegbegleiterin“: das Christus-Kind, das sie trägt, steht auf ihrem Arm. So begleitet Maria sinnbildlich den stehenden Christus auf dessen Weg und mit ihm die ihr anvertrauten Menschen.
Links vom Altar trägt ein Pfeiler das Kirchendach und zugleich die Kanzel. So wird zeichenhaft ausgedrückt:

„Das Wort Gottes, das von hier aus verkündet wird, trägt die Kirche.“

Unter der Empore befindet sich in einem Bronzereliquiar eine Reliquie des seligen Duns Scotus (1265–1308). Diese entstammt der Grabstätte des Seligen in der Kölner Minoritenkirche und wurde 1980 an Neviges übergeben. Das Reliquiar des Franziskanertheologen weist hin auf die Immaculata-Theologie, die im Franziskanerorden einen hohen Stellenwert hatte, lange bevor 1854 die Unbefleckte Empfängnis Mariens als Dogma der katholischen Kirche verkündet wurde. Das Bronzekunstwerk von Toni Zenz nimmt die Formen der Wallfahrtskirche im Kleinen auf.
Die dort hängende Kopie des Gnadenbildes von Tschenstochau (auch „Schwarze Madonna“ genannt) erinnert an den Besuch der polnischen Bischöfe im Jahr 1978. Aus diesem Anlass widmete Kardinal Wyszyński dem Mariendom die Ikone der großen polnischen Marienwallfahrt zum Hellen Berg in Tschenstochau. Daneben wird eine Anna-selbdritt-Gruppe verehrt, die Maria mit ihrer Mutter Anna und dem Jesuskind darstellt. Die farbige Holzskulptur stammt aus dem 18. Jahrhundert. Sie ist eine wichtige Anlaufstelle insbesondere für die vielen schlesischen Pilger, in deren Heimat die heilige Anna besonders verehrt wird.

#### Kirchenfenster

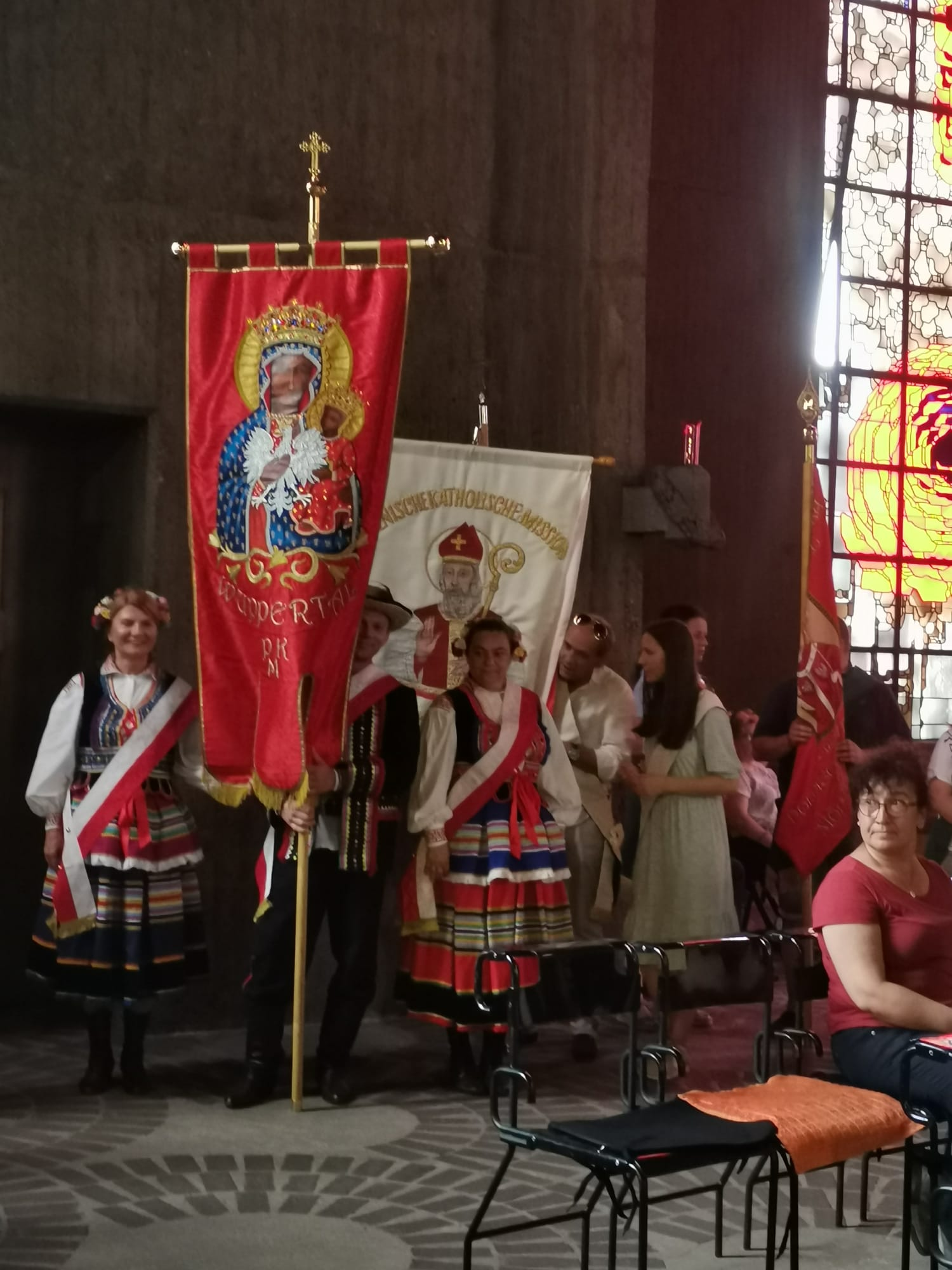
Polnische Wallfahrtsgruppe vor dem Rosenfenster des Mariendoms, 2022

Die Fenster der Kirche geben dem grauen Bauwerk eine Farbe, die sich mit dem Wetter und der Tageszeit entwickelt. Zwei großflächige Fensterelemente tauchen die Tabernakelkapelle in rötliches Licht. Sie tragen das Rosenmotiv der Marienwallfahrt (links) und setzen das Wirken das Heiligen Geistes bildhaft um (rechts).
Das Schlangenfenster, das den Verlauf der Treppe zur Krypta begleitet, nimmt ein Motivelement des Gnadenbildes auf: die himmlische Frau zertritt die Schlange. Die Marienkapelle wird vom Fischfenster in blaues, grünes und rotes Licht getaucht. Gegenüber nimmt das Flammenfenster das Licht der Kerzen auf und intensiviert es.
In der Nähe des Altars ist im Erlösungsfenster wieder das Motiv der Rose zu sehen. Diese blüht auf einem Zweig am Fuß eines langgestreckten Baumes, der in seiner Krone zum Kreuz ausgeformt ist. Dort deuten rote Trauben die Wundmale Christi an.

#### Krypta

Krypta des Mariendoms

Der Zugang zur Krypta des Mariendoms erfolgt über eine Treppe in der Nähe des Gnadenbildes. Sie dient hauptsächlich als Beichtkapelle mit einem geschlossenen Beichtstuhl und mehreren in den Beton eingeschnittenen Beichtstühlen. Die geschlossene Kapelle der Krypta im rückwärtigen Teil wurde – wieder durch Gottfried Böhm – im Jahr 2000 neu gestaltet. An der Wand befindet sich eine von Markus Böhm gemalte Rose, in deren Mitte ein Tabernakel. Daneben ist kalligraphisch der Sonnengesang des heiligen Franziskus verwirklicht.
In der Krypta wird auch ein barockes Kruzifix mit einem fast lebensgroßen Korpus aus der Wiedenbrücker Schule verehrt. Außerdem befindet sich im hinteren Bereich eine Plastik des inmitten von Jesus und Maria sterbenden Josef, die aus der vormaligen Josefskapelle neben der alten Wallfahrtskirche stammt, geschaffen von Heinrich Laumen im Jahr 1912.

### Deutung des Bauwerks
Gottfried Böhm selbst hielt sich mit einer Deutung der Form der Wallfahrtskirche zurück. Für ihn bot der Bau die Möglichkeit, eine aufgehängte Betonkonstruktion umzusetzen, bei der die Wand- und Deckenelemente sich gegenseitig stützend eine Gemeinschaft ergeben.
Der Bau soll in exemplarischer Weise das Kirchenverständnis des Zweiten Vatikanischen Konzils sichtbar machen. An die Stelle der festen Burg tritt das Zelt, die Behausung des „wandernden Gottesvolks“; an die Stelle der „geschlossenen Gesellschaft“ tritt die Präsenz auf den „Marktplätzen der Welt“. So gleicht die äußere Form des Gebäudes der eines großen Zeltes. Im Innern aber scheint der Hauptaltar im Zentrum eines weiten Marktplatzes zu stehen, den die Emporen wie fensterreiche Häuser umgeben und zu dem eine breite Straße von außen hinführt. Diese Verbindung zwischen „außen“ und „innen“, also dem Kirchenvorplatz und dem Kircheninnenraum, hat Böhm zusätzlich durch die Raumbildung, die Wahl der Materialien und der Motive unterstrichen: Die geschwungene Wegeführung des breiten Kirch- und Prozessionszuganges öffnet und verbreitert sich innen zu dem marktplatzartigen Kirchenraum, auch die Außenpflasterung wird innen weitergeführt, ebenso die freistehenden Straßenlaternen.

„Welt und Kirche, Gott und Alltag sind hier nicht zu trennen, gehören zusammen. Wie von einem mächtigen Zeltdach sind Markt und Häuser, Heiligtum und Menschen überspannt: Das Zelt Gottes unter den Menschen. Eine Kirche, in der die Welt Platz findet, und die Welt, in der die Kirche ihren Platz hat, werden zu einer Einheit, zu einer Vorhalle der kommenden Welt“

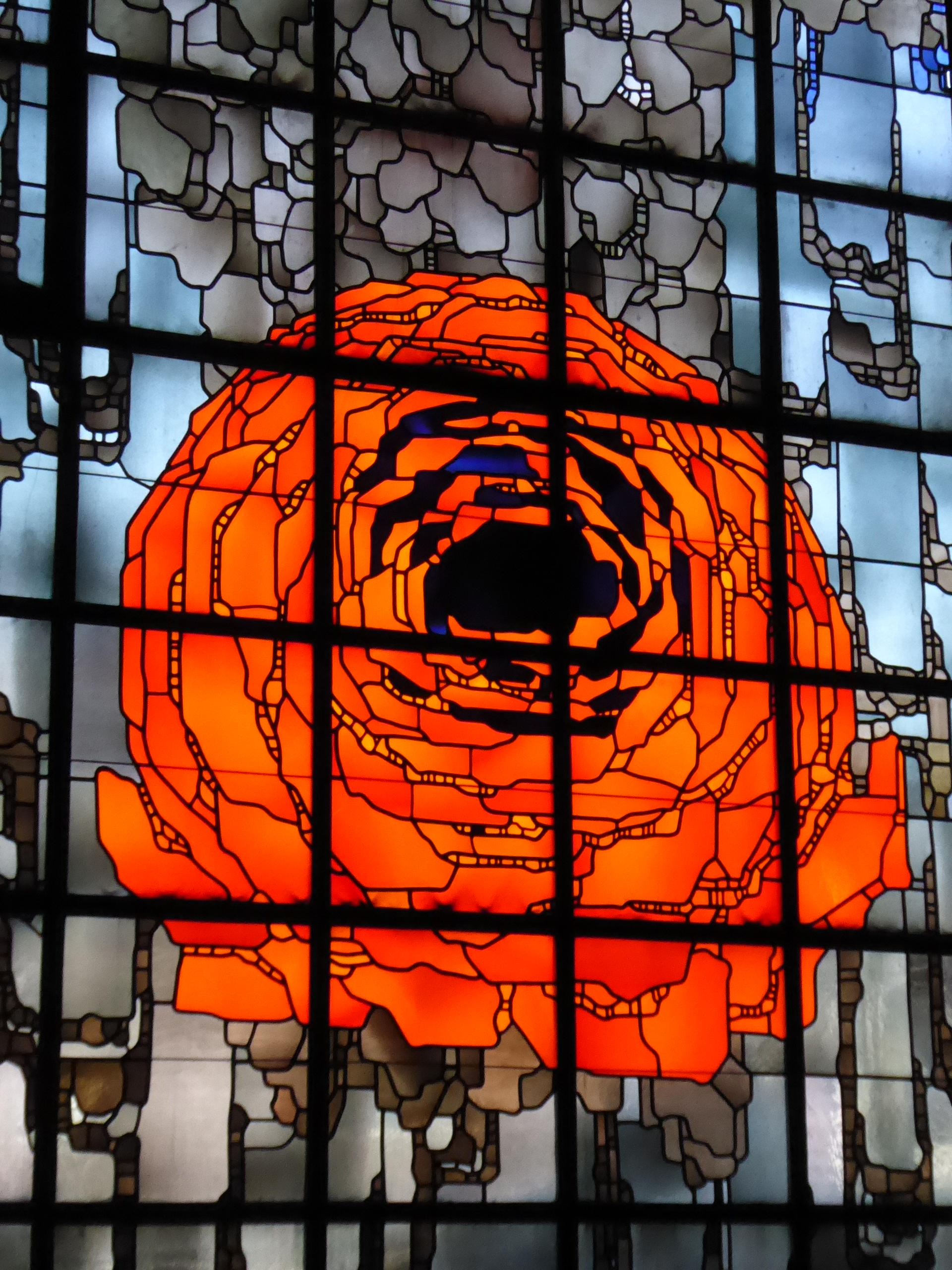
Rosenfenster in der Tabernakelkapelle

Das häufig wiederkehrende Symbol der Innengestaltung ist die Rose, Zeichen der Gottesmutter Maria, deren großes Format in den Fensterverglasungen den Sichtbetonwänden des Innenraumes die Härte nimmt und deren rot-weiße Farbfelder bei geeignetem Einfall des Sonnenlichts die Weihe und Würde des Ortes atmosphärisch unterstreichen. Das ursprüngliche, sehr kleine Gnadenbild ist in eine große Marienstele von Elmar Hillebrand eingelassen, aus der wie aus einem Lebensbaum Maria mit dem Kind herauswächst und dessen Innenseite und „Rückgrat“ das mit seinen drei Enden sichtbare Kreuz bildet.

### Sanierungen

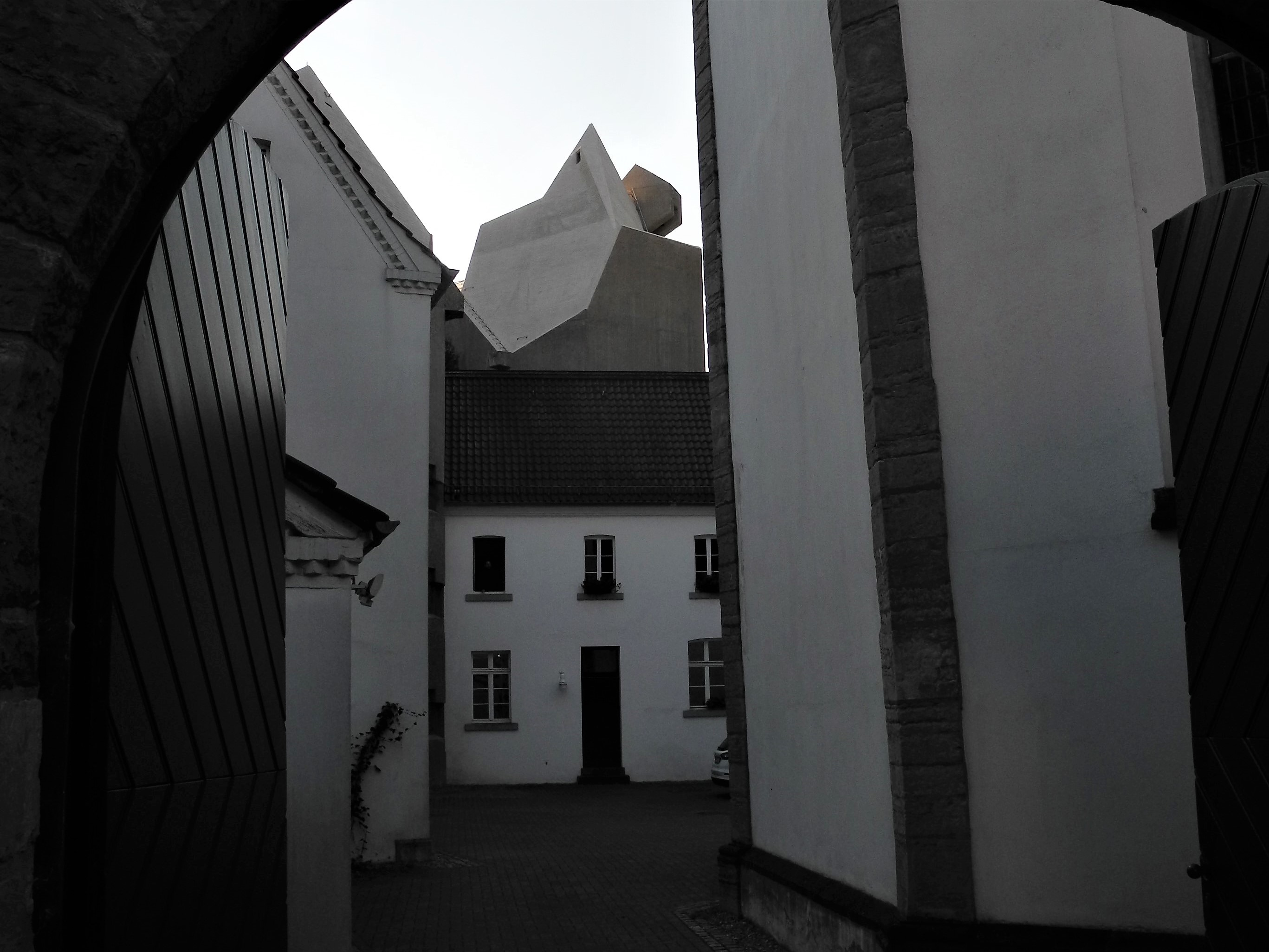
Hinter dem Kloster ist das sanierte Dach (2021) des Mariendoms zu sehen.

Das Faltdach erwies sich bald nach der Fertigstellung des Gebäudes als undicht. Eine erste Sanierung Ende der 1970er Jahre, bei der eine Kunststoffbeschichtung aufgebracht wurde, brachte keine dauerhafte Abhilfe. Durch Risse drang weiterhin Wasser ein und beschädigte die Bewehrung. Peter Böhm, der Sohn Gottfried Böhms, entwickelte zusammen mit der RWTH Aachen ein Verfahren für einen Textilbeton aus drei Lagen Spritzbeton mit zwei Einlagen Carbonfasergewebe von hoher Zugfestigkeit bei geringer Dicke. Nach Laborversuchen wurde das Verfahren 2015/2016 mit finanzieller Unterstützung der Deutschen Stiftung Denkmalschutz auf einer Musterfläche des Dachs getestet. Das sanierte Dach wurde am 29. August 2021 von Erzbischof Rainer Kardinal Woelki im Rahmen einer Vesper gesegnet.

## Bedeutende Ereignisse im Mariendom
Am 23. September 1978 besuchte Karol Kardinal Wojtyła, ein großer Verehrer der Gottesmutter, mit den deutschen und polnischen Bischöfen unter der Leitung des Primas Kardinal Wyszyński und Kardinal Höffner die Kirche, drei Wochen vor seiner Wahl zum Papst. An diese Begebenheit erinnern eine Gedenktafel nahe der Marienstele sowie ein Ölbild von Clemens Hillebrand.
Am Abend des 5. Februar 2016 wurde bekannt, dass das Gnadenbild aus der Mitte des 17. Jahrhunderts von Unbekannten aus seiner Stele entfernt und entwendet worden war. Am darauffolgenden Samstag fanden die Franziskaner es vor ihrer Klosterpforte liegend wieder. Täter und Motiv sind bis heute unklar.
Nach über 300-jähriger Betreuung der Marienwallfahrt durch die Franziskaner verließen diese Neviges im Jahr 2020. Seitdem wird die Wallfahrt zusammen mit der Pfarrgemeinde Neviges-Tönisheide durch drei Priester der französischen Gemeinschaft Sankt Martin betreut, die im September 2020 im Mariendom in ihren Dienst eingeführt wurden.
Seit 2022 wird im Mariendom jährlich ein Pfingsttreffen für Jugendliche abgehalten, an dem 2024 400 Personen teilnahmen.
2023 gastierte das Tanztheater Wuppertal Pina Bausch mit einer Choreographie im Mariendom.

## Orgel

Orgel des Mariendoms, 2020

Nach dem Bau sowie erneut 1987 wurde die Kirche aus Kostenersparnisgründen zunächst mit einer elektronischen Orgel versehen.
Im Mai 2010 wurde die erste Pfeifenorgel des Doms eingeweiht. Sie geht zurück auf ein Instrument, das 1976 von der Orgelbaufirma Stockmann (Werl) für die Antoniuskirche in Hildesheim erbaut worden war. Dieses wurde 2010 von der Orgelbaufirma Seifert (Kevelaer) im Mariendom aufgestellt und um ein Auxiliarwerk mit 6 Registern erweitert, die unabhängig voneinander an beide Manuale und das Pedal registriert werden können. Das Auxiliarwerk ist neben dem ursprünglichen Schwellwerk des II. Manuals separat in einem 16′-Schwellwerk untergebracht. Eine völlige Neuintonation hat das Werk auf den großen Kirchenraum hin ausgerichtet. 2012 wurde im Schwellwerk eine neue durchschlagende Clarinette 8′ eingebaut. Die Disposition lautet wie folgt:
| I Hauptwerk C–a3 |       |  |
| Bordun           | 16′   |  |
| Principal        | 8′    |  |
| Spitzflöte       | 8′    |  |
| Octave           | 4′    |  |
| Gemshorn         | 4′    |  |
| Quinte           | 2 ⁄3′ |  |
| Octave           | 2′    |  |
| Mixtur IV        | 1 ⁄3′ |  |
| Horn             | 8′    |  |
| Tremulant        |       |  |

| II Schwellwerk C–a3 |        |        |
| Rohrflöte           | 8′     |        |
| Gamba               | 8′     |        |
| Unda maris          | 8′     | (2010) |
| Principal           | 4′     |        |
| Blockflöte          | 4′     |        |
| Nazard              | 2 ⁄3′  |        |
| Waldflöte           | 2′     |        |
| Terz                | 1 3⁄5′ |        |
| Clarinette          | 8′     | (2012) |
| Hautbois            | 8′     | (2010) |
| Tremulant           |        |        |

| Pedal C–f1     |       |  |
| Contrabass     | 32′   |  |
| Subbass        | 16′   |  |
| Octavbass      | 8′    |  |
| Gedacktbass    | 8′    |  |
| Choralbass     | 4′    |  |
| Pedalmixtur IV | 2 ⁄3′ |  |
| Contraposaune  | 32′   |  |
| Fagott         | 16′   |  |

| I, II, P Auxiliarwerk C–a3 |     |        |
| Seraphonprincipal          | 16′ | (2010) |
| Seraphonprincipal          | 8′  | (2010) |
| Seraphonoctave             | 4′  | (2010) |
| Tuba                       | 16′ | (2010) |
| Trompete                   | 8′  | (2010) |
| Clarine                    | 4′  | (2010) |

- Koppeln:
  - Normalkoppeln: II/I, I/P, II/P
  - Suboktavkoppeln: I/I, II/I, II/II
  - Superoktavkoppeln: II/I, II/II
- Anmerkungen

(2010) = Neues Register (2010)
(2012) = Neues Register (2012)
1. ↑  durchschlagend
2. ↑  ab c0; C–H akustisch aus Seraphonprinzipal 16′
3. ↑  ab c0; C–H akustisch aus Posaune 16′